# 2014-es futsal-Európa-bajnokság
A 2014-es futsal-Európa-bajnokságot Belgiumban, Antwerpen városában, két helyszínen rendezték meg 2014. január 28. és február 8. között.
Az Európa-bajnokságon 12 csapat vett részt, melyből 11 kvalifikáció során vívta ki ezt a lehetőséget, míg Belgium a rendező jogán szerepelt. A válogatottakat négy darab 3 csapatos csoportba sorsolták. A csoportküzdelmeket követően a legjobb 8 válogatott egyenes kieséses rendszerben döntötte el a végső sorrendet.
Spanyolország volt a címvédő, mely a 2012-es tornán sorozatban negyedszer lett a kontinens legjobbja. 
A tornát Olaszország nyerte, miután a döntőben 3–1-re legyőzte Oroszországot a döntőben.

## Helyszínek
| Antwerpen                | Antwerpen               |
| ------------------------ | ----------------------- |
| Sportpaleis              | Lotto Arena             |
| Befogadóképesség: 15 089 | Befogadóképesség: 5 218 |
|                          |                         |

## Résztvevők
| Csapat        | Kvalifikáció        | Részvételek                                        |
| ------------- | ------------------- | -------------------------------------------------- |
| Belgium       | házigazda           | 4 (1996, 1999, 2003, 2010)                         |
| Olaszország   | 1. csoport győztese | 8 (1996, 1999, 2001, 2003, 2005, 2007, 2010, 2012) |
| Azerbajdzsán  | 2. csoport győztese | 2 (2010, 2012)                                     |
| Oroszország   | 3. csoport győztese | 8 (1996, 1999, 2001, 2003, 2005, 2007, 2010, 2012) |
| Spanyolország | 4. csoport győztese | 8 (1996, 1999, 2001, 2003, 2005, 2007, 2010, 2012) |
| Portugália    | 5. csoport győztese | 6 (1999, 2003, 2005, 2007, 2010, 2012)             |
| Csehország    | 6. csoport győztese | 6 (2001, 2003, 2005, 2007, 2010, 2012)             |
| Szlovénia     | 7. csoport győztese | 3 (2003, 2010, 2012)                               |
| Ukrajna       | pótselejtezőből     | 7 (1996, 2001, 2003, 2005, 2007, 2010, 2012)       |
| Románia       | pótselejtezőből     | 2 (2007, 2012)                                     |
| Hollandia     | pótselejtezőből     | 4 (1996, 1999, 2001, 2005)                         |
| Horvátország  | pótselejtezőből     | 3 (1999, 2001, 2012)                               |

### Csoportkör
A csoportokból az első két helyezett jut a negyeddöntőkbe. A csoportok harmadikhelyezettjei nem folytatják a tornát, kiesnek.
Jelmagyarázat:
|  | A csoport első két helyezettje. |

|  | A tornáról kiesett csapat. |

#### A csoport
| Csapat  | M | Gy | D | V | G+ | G– | Gk | P |
| ------- | - | -- | - | - | -- | -- | -- | - |
| Ukrajna | 2 | 1  | 1 | 0 | 1  | 0  | +1 | 4 |
| Románia | 2 | 1  | 0 | 1 | 6  | 2  | +4 | 3 |
| Belgium | 2 | 0  | 1 | 1 | 1  | 6  | –5 | 1 |

| 2014. január 28. 21:00 (CET) |

| Belgium   | 1–6               | Románia                                                      |
| --------- | ----------------- | ------------------------------------------------------------ |
| Rahou 23' | (0–2) Jegyzőkönyv | Răducu 3' Matei 14' Lupu 22' Șotărcă 32' Iancu 35' Șalhi 39' |

| Lotto Arena, Antwerpen Játékvezető: Alessandro Malfer (olasz) |

| 2014. január 30. 18:30 (CET) |

| Románia | 0–1               | Ukrajna      |
| ------- | ----------------- | ------------ |
|         | (0–1) Jegyzőkönyv | Szorokin 17' |

| Lotto Arena, Antwerpen Játékvezető: Ondřej Černý (cseh) |

| 2014. február 1. 20:45 (CET) |

| Ukrajna | 0–0         | Belgium |
| ------- | ----------- | ------- |
|         | Jegyzőkönyv |         |

| Lotto Arena, Antwerpen Játékvezető: Saša Tomić (horvát) |

#### B csoport
| Csapat      | M | Gy | D | V | G+ | G– | Gk  | P |
| ----------- | - | -- | - | - | -- | -- | --- | - |
| Oroszország | 2 | 1  | 1 | 0 | 11 | 5  | +6  | 4 |
| Portugália  | 2 | 1  | 1 | 0 | 9  | 4  | +5  | 4 |
| Hollandia   | 2 | 0  | 0 | 2 | 1  | 12 | –11 | 0 |

| 2014. január 28. 18:30 (CET) |

| Oroszország                                                           | 7–1               | Hollandia   |
| --------------------------------------------------------------------- | ----------------- | ----------- |
| Cirilo 4' 12' Liszkov 10' Eder Lima 15' 35' Szergejev 21' Robinho 23' | (4–0) Jegyzőkönyv | Attaibi 28' |

| Lotto Arena, Antwerpen Játékvezető: Fernando Gutiérrez Lumbreras (spanyol) |

| 2014. január 30. 20:45 (CET) |

| Hollandia | 0–5               | Portugália                                       |
| --------- | ----------------- | ------------------------------------------------ |
|           | (0–2) Jegyzőkönyv | Matos 6' Queirós 13' Cardinal 36' Coelho 38' 39' |

| Lotto Arena, Antwerpen Játékvezető: Saša Tomić (Horvát) |

| 2014. február 1. 18:30 (CET) |

| Portugália                               | 4–4               | Oroszország                                  |
| ---------------------------------------- | ----------------- | -------------------------------------------- |
| Ricardinho 23' Gonçalo 29' 34' Fukin 32' | (0–0) Jegyzőkönyv | Abramov 23' Pereverzev 25' Eder Lima 30' 35' |

| Lotto Arena, Antwerpen Játékvezető: Timo Onatsu (finn) |

#### C csoport
| Csapat       | M | Gy | D | V | G+ | G– | Gk | P |
| ------------ | - | -- | - | - | -- | -- | -- | - |
| Olaszország  | 2 | 1  | 0 | 1 | 9  | 3  | +6 | 3 |
| Szlovénia    | 2 | 1  | 0 | 1 | 9  | 9  | 0  | 3 |
| Azerbajdzsán | 2 | 1  | 0 | 1 | 7  | 13 | –6 | 3 |

| 2014. január 29. 20:45 (CET) |

| Olaszország          | 2–3               | Szlovénia                          |
| -------------------- | ----------------- | ---------------------------------- |
| Fortino 24' Saad 40' | (0–1) Jegyzőkönyv | Vrhovec 11' Čujec 26' Osredkar 39' |

| Lotto Arena, Antwerpen Játékvezető: Oleh Ivanov (ukrán) |

| 2014. január 31. 20:45 (CET) |

| Szlovénia                                          | 6–7               | Azerbajdzsán                                                         |
| -------------------------------------------------- | ----------------- | -------------------------------------------------------------------- |
| Vrhovec 1' 20' 29' Čujec 17' Kroflič 26' Fetič 37' | (3–1) Jegyzőkönyv | Amadeu 1' Rafael 24' 39' Boriszov 29' Augusto 31' Felipe 36' Edu 40' |

| Lotto Arena, Antwerpen Játékvezető: Eduardo Fernandes Coelho (portugál) |

| 2014. február 2. 18:30 (CET) |

| Azerbajdzsán | 0–7               | Olaszország                                                                               |
| ------------ | ----------------- | ----------------------------------------------------------------------------------------- |
|              | (0–3) Jegyzőkönyv | Romano 2' Fortino 4' Honorio 16' Vampeta 25' Gabriel Lima 27' Mammarella 32' Miarelli 40' |

| Lotto Arena, Antwerpen Játékvezető: Marc Birkett (angol) |

#### D csoport
| Csapat        | M | Gy | D | V | G+ | G– | Gk | P |
| ------------- | - | -- | - | - | -- | -- | -- | - |
| Spanyolország | 2 | 1  | 1 | 0 | 11 | 4  | +7 | 4 |
| Horvátország  | 2 | 0  | 2 | 0 | 6  | 6  | 0  | 2 |
| Csehország    | 2 | 0  | 1 | 1 | 4  | 11 | –7 | 1 |

| 2014. január 29. 18:30 (CET) |

| Spanyolország           | 3–3               | Horvátország                     |
| ----------------------- | ----------------- | -------------------------------- |
| Aicardo 16' Lin 27' 28' | (1–2) Jegyzőkönyv | Babić 10' Jelovčić 18' Capar 38' |

| Lotto Arena, Antwerpen Nézőszám: 3528 Játékvezető: Pascal Lemal (belga) |

| 2014. január 31. 18:30 (CET) |

| Horvátország                         | 3–3               | Csehország                     |
| ------------------------------------ | ----------------- | ------------------------------ |
| Jelovčić 14' Marinović 16' Capar 39' | (2–1) Jegyzőkönyv | Novotný 9' Mareš 21' Belej 24' |

| Lotto Arena, Antwerpen Nézőszám: 2002 Játékvezető: Ivan Sabanov (orosz) |

| 2014. február 2. 20:45 (CET) |

| Csehország | 1–8               | Spanyolország                                                                                      |
| ---------- | ----------------- | -------------------------------------------------------------------------------------------------- |
| Belej 26'  | (0–2) Jegyzőkönyv | Fernandão 7' 23' Sergio Lozano 20' (11-esből) 37' Ortiz 25' José Ruiz 33' Raúl Campos 35' Pola 38' |

| Lotto Arena, Antwerpen Nézőszám: 3433 Játékvezető: Bogdan Sorescu (román) |

## Egyenes kieséses szakasz
|  |               |               |               |               |   |                    |                    |            |               |               |               |       |       |
|  | Negyeddöntők  | Negyeddöntők  | Negyeddöntők  |               |   | Elődöntők          | Elődöntők          | Elődöntők  |               |               | Döntő         | Döntő | Döntő |
|  | Negyeddöntők  | Negyeddöntők  | Negyeddöntők  |               |   | Elődöntők          | Elődöntők          | Elődöntők  |               |               | Döntő         | Döntő | Döntő |
|  | február 3.    |               |               |               |   |                    |                    |            |               |               |               |       |       |
|  |               |               |               |               |   |                    |                    |            |               |               |               |       |       |
|  | Ukrajna       | Ukrajna       | 1             |               |   |                    |                    |            |               |               |               |       |       |
|  | Ukrajna       | Ukrajna       | 1             | február 6.    |   |                    |                    |            |               |               |               |       |       |
|  | Portugália    | Portugália    | 2             |               |   |                    |                    |            |               |               |               |       |       |
|  | Portugália    | Portugália    | 2             |               |   | Portugália         | Portugália         | 3          |               |               |               |       |       |
|  | február 4.    |               |               |               |   | Portugália         | Portugália         | 3          |               |               |               |       |       |
|  |               |               | Olaszország   | Olaszország   | 4 |                    |                    |            |               |               |               |       |       |
|  | Olaszország   | Olaszország   | Olaszország   | Olaszország   | 4 | 2                  |                    |            |               |               |               |       |       |
|  | Olaszország   | Olaszország   |               |               |   | 2                  | február 8.         |            |               |               |               |       |       |
|  | Horvátország  | Horvátország  | 1             |               |   |                    |                    |            |               |               |               |       |       |
|  | Horvátország  | Horvátország  | 1             |               |   | Olaszország        | Olaszország        | 3          |               |               |               |       |       |
|  | február 3.    |               |               |               |   | Olaszország        | Olaszország        | 3          |               |               |               |       |       |
|  |               |               | Oroszország   | Oroszország   | 1 |                    |                    |            |               |               |               |       |       |
|  | Románia       | Románia       | Oroszország   | Oroszország   | 1 | 0                  |                    |            |               |               |               |       |       |
|  | Románia       | Románia       | február 6.    |               |   | 0                  |                    |            |               |               |               |       |       |
|  | Oroszország   | Oroszország   | 6             |               |   |                    |                    |            |               |               |               |       |       |
|  | Oroszország   | Oroszország   | 6             |               |   | Oroszország (h.u.) | Oroszország (h.u.) | 4          | Bronzmérkőzés | Bronzmérkőzés | Bronzmérkőzés |       |       |
|  | február 4.    |               |               |               |   | Oroszország (h.u.) | Oroszország (h.u.) | 4          | Bronzmérkőzés | Bronzmérkőzés | Bronzmérkőzés |       |       |
|  |               |               | Spanyolország | Spanyolország | 3 |                    |                    | február 8. | február 8.    | február 8.    |               |       |       |
|  | Szlovénia     | Szlovénia     | Spanyolország | Spanyolország | 3 | 0                  |                    | február 8. | február 8.    | február 8.    |               |       |       |
|  | Szlovénia     | Szlovénia     |               |               |   |                    |                    | Portugália | Portugália    | 4             |               |       |       |
|  | Spanyolország | Spanyolország | 4             |               |   |                    |                    | Portugália | Portugália    | 4             |               |       |       |
|  | Spanyolország | Spanyolország | 4             |               |   | Spanyolország      | Spanyolország      | 8          |               |               |               |       |       |
|  |               |               |               |               |   | Spanyolország      | Spanyolország      | 8          |               |               |               |       |       |

### Negyeddöntők
| 2014. február 3. 18:00 (CET) |

| Ukrajna     | 1–2               | Portugália      |
| ----------- | ----------------- | --------------- |
| Valenko 13' | (1–1) Jegyzőkönyv | Cardinal 3' 23' |

| Sportpaleis, Antwerpen Nézőszám: 3702 Játékvezető: Farkas Balázs (magyar) |

| 2014. február 3. 20:30 (CET) |

| Románia | 0–6               | Oroszország                                                 |
| ------- | ----------------- | ----------------------------------------------------------- |
|         | (0–4) Jegyzőkönyv | Robinho 3' Sajahmetov 8' Eder Lima 9' 16' 37' Szergejev 34' |

| Sportpaleis, Antwerpen Nézőszám: 4124 Játékvezető: Borut Šivic (szlovén) |

| 2014. február 4. 18:00 (CET) |

| Oroszország           | 2–1               | Horvátország |
| --------------------- | ----------------- | ------------ |
| Romano 1' Fortino 10' | (2–1) Jegyzőkönyv | Jelovčić 7'  |

| Sportpaleis, Antwerpen Nézőszám: 3225 Játékvezető: Fernando Gutiérrez Lumbreras (spanyol) |

| 2014. február 4. 20:30 (CET) |

| Szlovénia | 0–4               | Spanyolország                               |
| --------- | ----------------- | ------------------------------------------- |
|           | (0–2) Jegyzőkönyv | Fernandão 11' Rafa Usín 17' Aicardo 36' 39' |

| Sportpaleis, Antwerpen Nézőszám: 3893 Játékvezető: Alessandro Malfer (olasz) |

### Elődöntők
| 2014. február 6. 18:00 (CET) |

| Portugália                          | 3–4               | Olaszország                                |
| ----------------------------------- | ----------------- | ------------------------------------------ |
| Ricardinho 13' Arnaldo 19' Joel 35' | (3–1) Jegyzőkönyv | Gabriel Lima 1' 31' Romano 23' Fortino 35' |

| Sportpaleis, Antwerpen Nézőszám: 6,833 Játékvezető: Ondřej Černý (cseh) |

| 2014. február 6. 20:30 (CET) |

| Oroszország                                    | 4–3 (h. u.)       | Spanyolország                       |
| ---------------------------------------------- | ----------------- | ----------------------------------- |
| Szergejev 22' Lyskov 26' Fukin 26' Robinho 49' | (0–1) Jegyzőkönyv | Pola 16' Rafa Usín 26' Miguelín 38' |

| Sportpaleis, Antwerpen Nézőszám: 8152 Játékvezető: Saša Tomić (horvát) |

### A 3. helyért
| 2014. február 8. 18:00 (CET) |

| Portugália                                            | 4–8               | Spanyolország                                                                                      |
| ----------------------------------------------------- | ----------------- | -------------------------------------------------------------------------------------------------- |
| Ricardinho 8' Pedro Cary 12' Pedro Costa 26' Joel 36' | (2–6) Jegyzőkönyv | Fernandão 6' 38' José Ruíz 7' Sergio Lozano 7' Miguelín 17' Rafa Usín 18' Raúl Campos 20' Pola 40' |

| Sportpaleis, Antwerpen Nézőszám: 10619 Játékvezető: Alessandro Malfer (olasz) |

### Döntő
| 2014. február 8. 21:00 (CET) |

| Olaszország                            | 3–1               | Oroszország   |
| -------------------------------------- | ----------------- | ------------- |
| Gabriel Lima 7' Murilo 14' Giasson 19' | (3–1) Jegyzőkönyv | Eder Lima 10' |

| Sportpaleis, Antwerpen Nézőszám: 11552 Játékvezető: Fernando Gutiérrez Lumbreras (spanyol) |

## Végeredmény

A 2014-es futsal-Európa-bajnokságon részt vevő országok helyezései.

| A 2014-es futsal-Európa-bajnokság győztese |
| ------------------------------------------ |
| OLASZORSZÁG 2. cím                         |

|     | Olaszország   |
|     | Oroszország   |
|     | Spanyolország |
| 4.  | Portugália    |
| 5.  | Ukrajna       |
| 6.  | Románia       |
| 7.  | Szlovénia     |
| 8.  | Horvátország  |
| 9.  | Azerbajdzsán  |
| 10. | Belgium       |
| 11. | Csehország    |
| 12. | Hollandia     |